# Heinrich Wegener (Architekt)
Heinrich Wegener (* 1840; † 3. März 1922 in Hannover) war ein deutscher Baumeister, Maurermeister und Architekt.

## Leben
Heinrich Wegener baute in der Tradition der Hannoverschen Architekturschule und stand in direkten Bezug zu Conrad Wilhelm Hase.

## Werke (unvollständig)

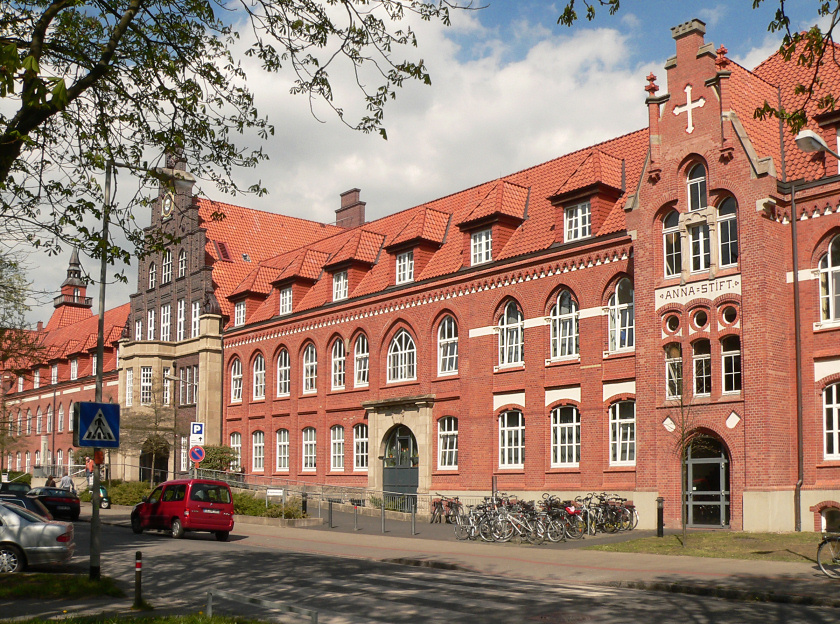
Gebäude des Annastiftes in Hannover

Heinrich Wegener wirkte in Hannover und Loccum:
- Annastift in Hannover:[2]
  - 1897: Das erste Gebäude des Stiftes baute Heinrich Wegener als Rohziegelbau
  - 1907: Auch das „Lehrlingsheim“ des Stiftes zeigt einen gotisierenden Stil „insbesondere in den Spitzbogenfenstern mit Dreipaßmotiv im Obergeschoß sowie den Eingangsrisaliten mit fialenähnlichen Giebelaufsätzen“. Die beiden anfangs getrennt stehenden  Gebäude wurden 1914 nach Entwurf von Werner Koech mit einem Mitteltrakt verbunden.[2]
- 1873–1884 nach Planungen von Adelbert Hotzen: Henriettenstiftung in Hannover: Alt-Bethesda in Kirchrode[4]
- 1876–1877, mit Rudolph Berg: Friederikenstift in Hannover[5]